# Gonanticlea aversa
Gonanticlea aversa är en fjärilsart som beskrevs av Swinhoe 1892. Gonanticlea aversa ingår i släktet Gonanticlea och familjen mätare. Inga underarter finns listade i Catalogue of Life.